# Шуазия
Шуа́зия (лат. Choisya) — вечнозелёный кустарник; род семейства Рутовые.

## Этимология названия
Род назван в честь швейцарского ботаника Жак Дени Шуази (1799—1859).

## Ботаническое описание
Растение 1—3 м высотой.

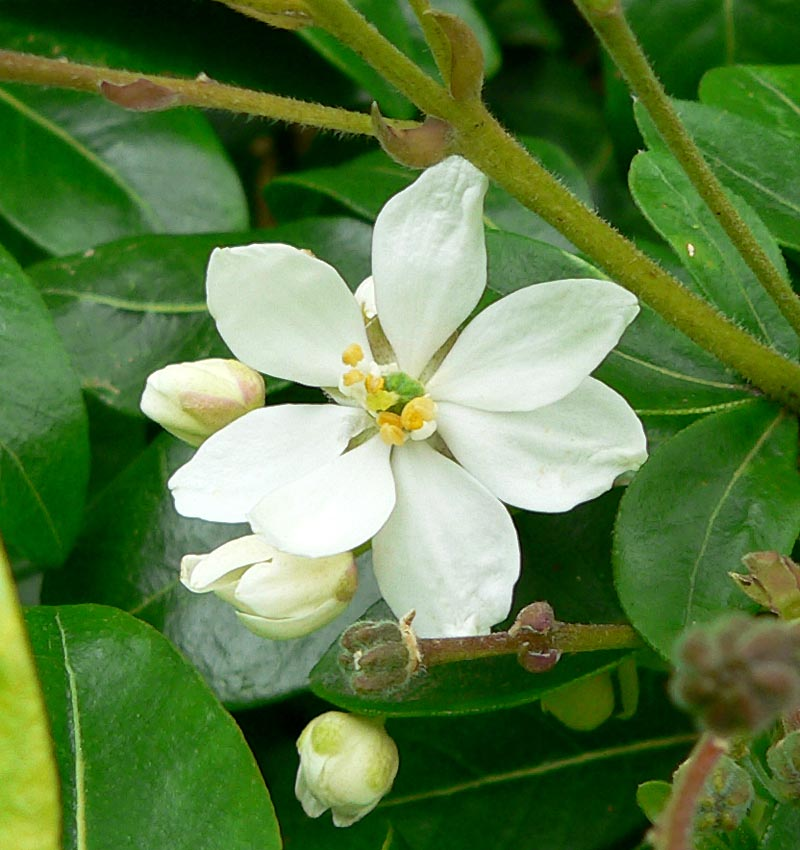
Цветки Шуазия тройчатая|шуазии тройчатой (Choisya ternata)

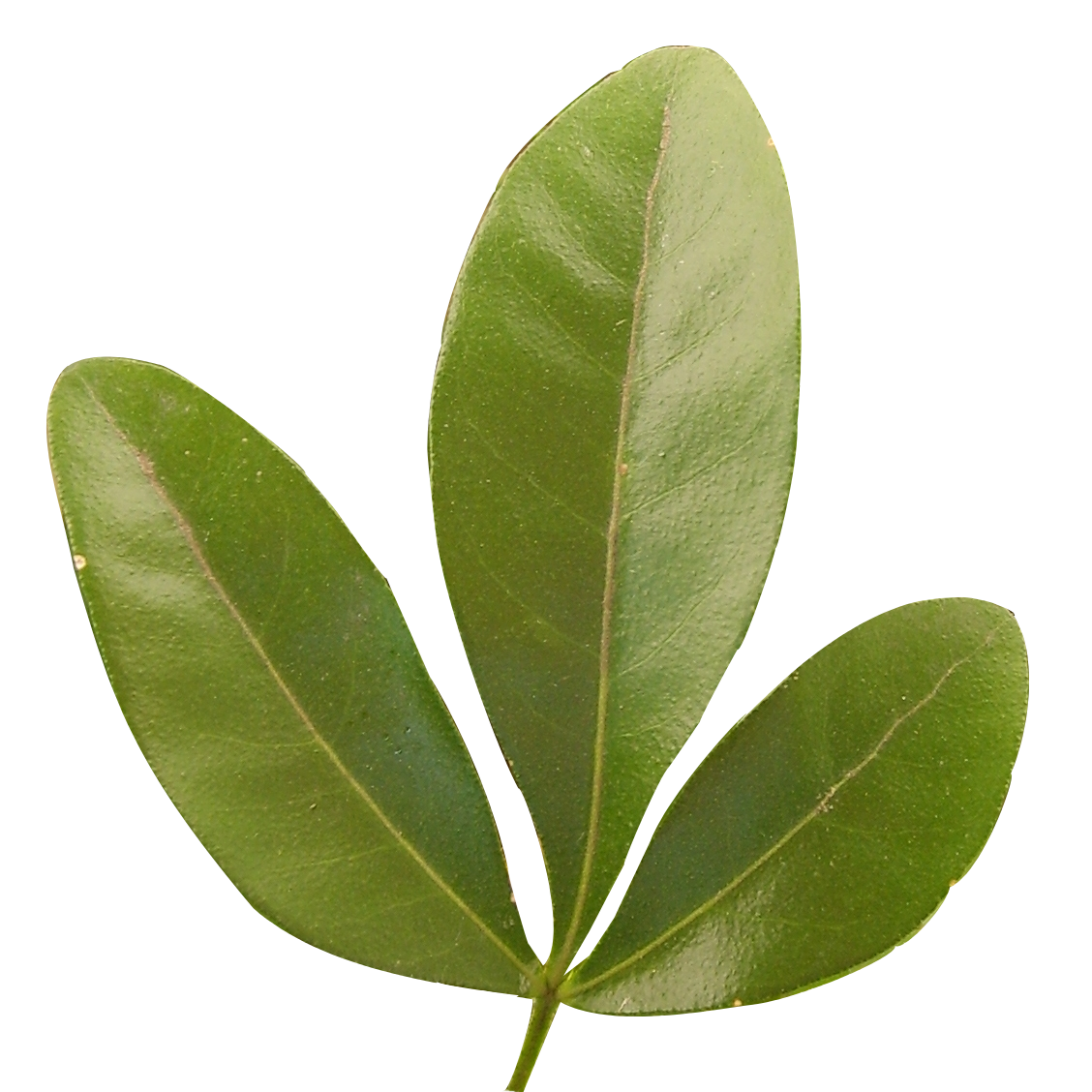
Лист шуазии тройчатой

Листья супротивные, кожистые, сложные, пальчатые, состоят из 3—13 листочков, каждый 3—8 см длиной и 0,5—3,5 см шириной. У шуазии тройчатой есть три очень широких листочка, а листья Choisya dumosa включают до 13 очень узких листочков.
Цветки звёздчатые, 3—5 см диаметром, с четырьмя — семью белыми лепестками, восемью — пятнадцатью тычинками и зелёными рыльцами. Цветение поздней весной и летом. Цветки по внешнему виду и аромату очень напоминают цветки родственного растения — апельсина, за что в Америке шуазию называют мексиканским апельсином (англ. Mexican orange) или ложным апельсином (англ. mock orange).
Плод — кожистая коробочка с двумя — шестью отсеками.

## Распространение
В природе встречается в южной части Северной Америки, от Аризоны, Нью-Мексико и Техаса к югу до Мексики.

## Экология
Цветки привлекают медовых пчёл, поскольку выделяют много нектара.

## Особенности химического состава
Из листьев шуазии тройчатой было выделено много алкалоида хинолина. Она также содержит алкалоид тетрантранин — летучий антранилат, который, возможно, обусловливает антиноцицепционную активность сухого растительного экстракта шуазии тройчатой.

## Хозяйственное значение и применение

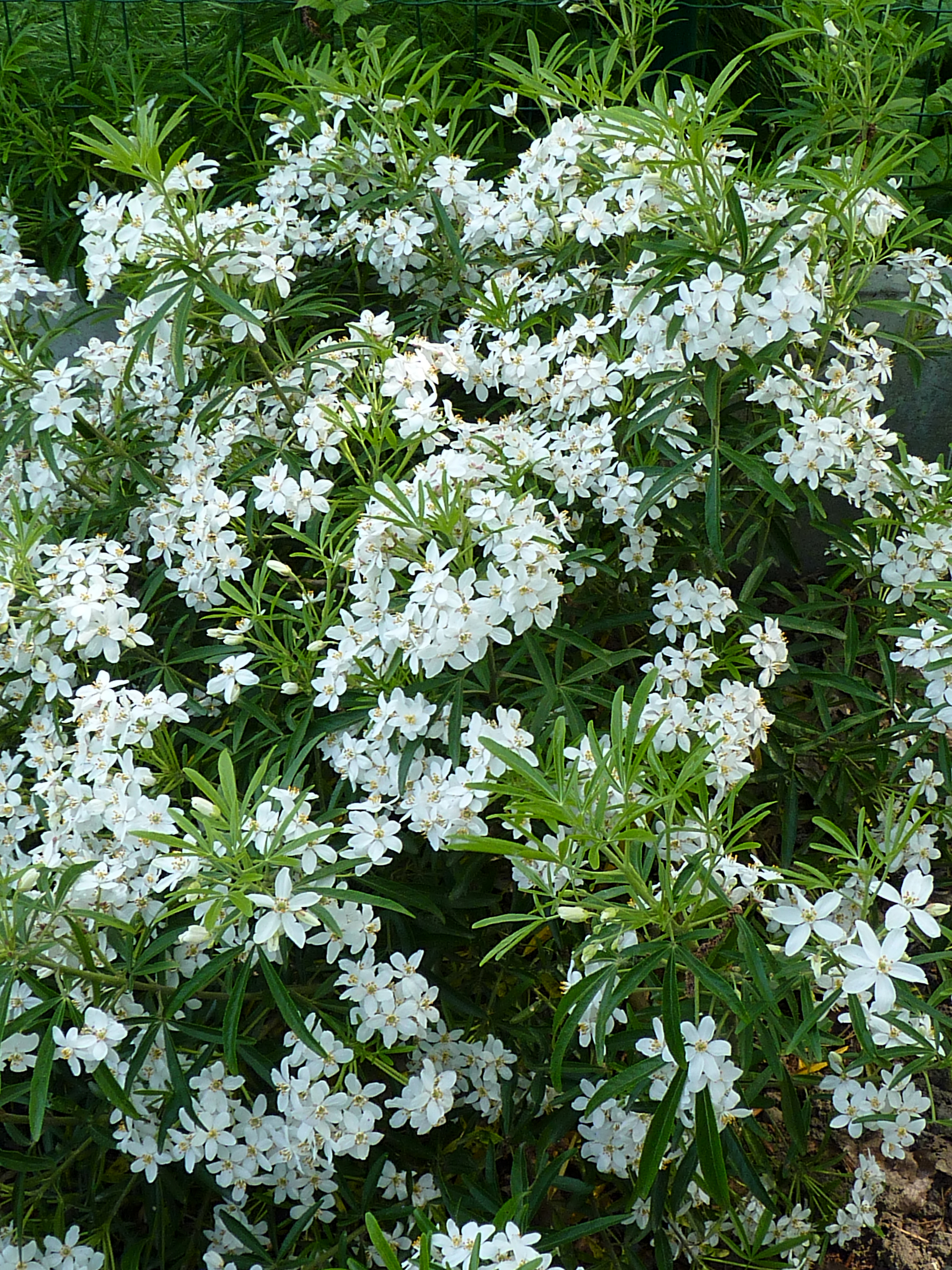
Шуазия 'Aztec Pearl'

В культуре принят единственный вид — шуазия тройчатая. Популярными сортами являются C. ternata 'Sundance' с золотыми листьями и межвидовой гибрид C. 'Aztec Pearl' (C. arizonica x C. ternata). Эти сорта удостоены награды AGM Королевского садоводческого общества.

### Место и почва
Растёт на любом типе почвы. Предпочитает солнечное место или полутень.

### Размножение
Шуазия легко размножается летом зелёными черенками длиной 8—10 см.

## Таксономия
Род Шуазия включает 5 видов:
- Choisya dumosa (Torr. & A.Gray) A.Gray
- Choisya katherinae C.H.Müll.
- Choisya neglecta C.H.Müll.
- Choisya palmeri Standl.
- Choisya ternata Kunth — Шуазия тройчатаяtypus